# 上等黑毛日本牛鹽烤牛舌680圓
《上等黑毛日本牛鹽烤牛舌680圓》是大塚愛的第7張單曲。2005年2月9日由艾迴發行其之。初回版附上電視動畫《怪醫黑傑克》印章（LOVE&PINOKO）DVD版本也同時發售。
該曲發行在2月9日，是因為「2．9」日文發音（Niku）與肉（にく）相同。以及歌曲所有價錢的數目（680+300+70）正好是CD only的售價日幣1050圓。歌詞中以烤肉網跟燒肉表示男女關係。

## 收錄曲目

### CD
1. 上等黑毛日本牛鹽烤牛舌680圓 (03:53)
日本電視台動畫《怪醫黑傑克》片尾曲。
第一張精選《愛 am BEST》收錄曲。
第二張專輯《LOVE JAM》收錄更改編曲的「～735圓」。
2. 黑鮪魚中肚肉三ＯＯ圓（綠色） (04:19)
3. 肉捲70圓 (03:01)
4. 上等黑毛日本牛鹽烤牛舌680圓（演奏版） (03:47)
5. 黑鮪魚中肚肉三ＯＯ圓（綠色演奏版）(04:18)

### DVD
1. 上等黑毛日本牛鹽烤牛舌680圓 Music Clip